# Efé
De Efé zijn een volk van jager-verzamelaars die leven in het Ituri-regenwoud in de Democratische Republiek Congo. Samen met de Aka en de Sua vormen ze de Mbuti, een pygmeeënvolk. Volgens Dr. Jean-Pierre Hallet waren er in 1930 nog 35000 Efé maar in 1960 was hun aantal al geslonken tot slechts 3800 overlevenden. Hallet ijverde voor een reservaat langs de Semliki-rivier, in de buurt van Viruga Nationaal Park.
De Efépygmeeën en de Mbuti in het algemeen zouden volgens onderzoek naar hun DNA door onderzoekers van Stanford Universiteit tot de oudste volkeren ter wereld behoren en verwant zijn met de Khoisan. Pijlpunten gevonden langs de Semliki zijn 90.000 jaar oud. Er is discussie over de vraag hoelang de Efé in Ituri geleefd hebben. volgens Bailey is het gebied bewoond sinds 40.700 v.Chr. maar tussen 2900 v.Chr. en 720 v. Chr was het een savanne en geen regenwoud.